# Пигмалион (драма)
Пигмалион је драма Џорџа Бернарда Шоа, названа по грчкој митолошкој личности. Премијерно је изведена у Хофбург театру у Бечу 16. октобра 1913. и први пут је представљена на енглеском на сцени јавности 1913. године. Његова премијера на енглеском језику одржана је у Позоришту Њеног величанства на Вест Енду у априлу 1914. године; у главној улози Херберт Бирбом Три је био професор фонетике Хенри Хигинс а госпођа Патрик Кембел - Кокни цвећарка Елиза Дулитл.
У древној грчкој митологији, Пигмалион се заљубио у једну од својих скулптура, која је потом оживела. Општа идеја тог мита била је популарна тема за британске драмске писце викторијанске ере, укључујући В.С. Гилберта, који је написао успешну драму засновану на причи под називом Пигмалион и Галатеја која је први пут представљена 1871. Шоу је такође био познат мјузикл Адонис и бурлескна верзија, Галатеа или Обрнути Пигмалион. Шоова драма је адаптирана више пута, посебно као филм Пигмалион из 1938. године, као мјузикл Моја лепа дама из 1956. и његова филмска верзија из 1964. године.
Шо је напоменуо да је лик професора Хенрија Хигинса креиран према неколико британских професора фонетике: Александер Мелвил Бел, Александар Џ. Елис, Тито Паљардини, али пре свега, раздражљиви Хенри Свит. 

## Прве продукције
Шо је написао драму почетком 1912. и прочитао је славној глумици Патрик Кембел у јуну. Скоро одмах је прихватила, али је њен благи нервни слом допринео одлагању лондонске продукције. Пигмалион је премијерно изведен у Хофбург театру у Бечу 16. октобра 1913, у немачком преводу Шоовог бечког књижевног агента и аколита, Зигфрида Требича.   Његова прва њујоршка продукција приказана је 24. марта 1914. у позоришту Ирвинг Плејс на немачком језику.  Приказана је први пут у Лондону 11. априла 1914. у Позоришту Њеног величанства, са Кембеловом у улози Елизе и Тријем као Хигинсом, са још 118 представа.  Шо је усмеравао глумце кроз бурне пробе које су често биле прекидане тако што је бар неко од њих бесан изашао из позоришта. 

## Радња

### Први чин
Група људи се склања од кише. Међу њима су и Ејнсфорд-Хилсови, површни чланови друштва који живе у „отменом сиромаштву“, који се у почетку састоје од г-ђе Ејнсфорд-Хил и њене ћерке Кларе. Кларин брат Фреди улази пошто је раније послат да им обезбеди такси, али пошто је био прилично плашљив и малодушан, није успео у томе. Док је поново одлазио да пронађе такси, налеће на девојку са цвећем, Елизу Дулитл. Њено цвеће пада у блато Ковент Гардена, цвеће које јој је потребно да преживи у свом сиромашном свету. Убрзо им се придружује пуковник Пикеринг. Док Елиза покушава да прода цвеће пуковнику, случајни пролазник је обавештава да један мушкарац записује све што она каже. Тај човек је Хенри Хигинс, лингвиста. Елиза брине да је Хигинс полицајац и не смирује се док се Хигинс не представи. Убрзо постаје очигледно да он и пуковник Пикеринг имају заједнички интерес за фонетику; заиста, Пикеринг је дошао из Индије да упозна Хигинса, а Хигинс је планирао да оде у Индију да упозна Пикеринга. Хигинс каже Пикерингу да би могао да представи девојку са цвећем као војвоткињу само тако што би је научио да правилно говори. Ове храбре речи изазивају интересовање код Елизе, која би волела да промени свој живот и постане финија, иако за њу то значи само рад у цвећари. На крају чина, Фреди се враћа након што је пронашао такси, само да би открио да су његове мајка и сестра отишле и оставиле га са таксијем. Елиза узима такси од њега, користећи новац који јој је Хигинс бацио, остављајући га самог.

### Други чин
Хигинсов дом - сутрадан
Док Хигинс показује свој систем проучавања фонетике Пикерингу, домаћица госпођа Пирс му говори да млада девојка жели да га види. Елиза се појавила јер жели да прича као дама у цвећари. Она каже Хигинсу да ће платити часове. Он не показује интересовање, али она га подсећа на његово хвалисање претходног дана.  Пикеринг се клади са њим и каже да ће платити њене часове ако Хигинс успе. Одводе је да се окупа. Госпођа Пирс каже Хигинсу да се мора понашати пристојно у присуству девојке, што значи да мора да престане да псује и да побољша понашање за столом. Алфред Дулитл, Елизин отац, појављује се са јединим циљем да извуче новац од Хигинса, без очинског интереса за добробит своје ћерке. Он себе види као припадника незаслужних сиромашних. Са својим интелигентним умом неукроћеним образовањем, он има ексцентричан поглед на живот. Он је такође агресиван, а када му Елиза, по повратку, исплази језик, он је кренуо да је удари, али га Пикеринг спречава. Хигинс почиње да обучава Елизу правилном говору.

### Трећи чин
Салон г-ђе Хигинс
Хигинс упада и каже својој мајци да је покупио „обичну цвећарку“ коју подучава. Госпођа Хигинс баш није импресионирана покушајима свог сина да добије њено одобравање јер је њен дан када прима и забавља госте. Посетиоци су Ејнсфорд-Хилсови. Хигинс је груб према њима. Елиза улази и убрзо почиње да прича о времену и својој породици. Иако је сада у стању да говори предивно модулираним тоновима, суштина онога што говори остаје непромењена. Она поверава своје сумње да су њену тетку убили рођаци, и помиње да је џин тој тетки био „мајчино млеко“, а да је Елизин рођени отац увек био ведрији после добре количине џина. Хигинс проглашава њене примедбе као "нови мали разговор", а Фреди је одушевљен. Када одлази, пита је да ли би прошетала парком, на шта је она одговорила: „Прошетати? Није проклето вероватно!" (Not bloody likely) (Ово је најпознатија реченица из драме, а много година након дебија драме, употреба речи bloody била је позната као пигмалион. Сматрало се да је госпођа Кембел ризиковала своју каријеру говорећи реченицу на сцени ) Након што она и Ејнсфорд-Хилсови оду, Хенри пита за мишљење своју мајку. Она каже да је веома забринута шта ће се догодити девојци, али ни Хигинс ни Пикеринг не разумеју њена размишљања о Елизиној будућности и одлазе са осећајем самопоуздања и узбуђења због тога како ће се Елиза снаћи. 

### Четврти чин
Хигинсов дом – поноћ
Хигинс, Пикеринг и Елиза су се вратили са бала. Уморна Елиза седи непримећена, замишљена и ћути, док Пикеринг честита Хигинсу на победи у опклади. Хигинс се подсмева и проглашава вече „глупавим будалаштинама“, захваљујући Богу што је готово и рекавши да му је мука од целе ствари последња два месеца. И даље једва уважавајући Елизу осим што је замолио да остави поруку за г-ђу Пирс што се тиче кафе, њих двојица се повлаче на спавање. Хигинс се враћа у собу тражећи своје папуче, а Елиза их баца на њега. Хигинс је затечен и у почетку не може да разуме Елизину преокупацију, и која се, осим што је игнорисана након тријумфа, пита шта да ради сада. Када Хигинс схвати, он то омаловажава, говорећи да би се могла удати, али Елиза то тумачи као да се продаје као проститутка. Коначно, она враћа свој накит Хигинсу, укључујући и прстен који јој је дао, који он баца у камин уз силу која плаши Елизу. Бесан на себе што је изгубио живце, проклиње г-ђу Пирс, кафу, па Елизу, и на крају самог себе, повлачи се. Елиза чепрка по камину и узима прстен.

### Пети чин
Дневна соба г-ђе Хигинс – сутрадан
Хигинс и Пикеринг, узнемирени открићем да их је Елиза напустила, позивају г-ђу Хигинс да позове полицију. Хигинс је посебно ометен а г-ђа Хигинс их осуђује што су позвали полицију као да је Елиза „изгубљени кишобран“. Долази Дулитл, обучен у сјајну свадбену одећу и бесан на Хигинса, који је после њиховог претходног сусрета био толико одушевљен Дулитловом неортодоксном етиком да га је препоручио као „најоригиналнијег моралисту у Енглеској“ богатом америчком оснивачу Друштва за моралну реформу; Американац је касније оставио Дулитлу пензију у вредности од три хиљаде фунти годишње, услед чега се Дулитл осећа застрашеним да се придружи средњој класи и ожени својом госпођом. Госпођа Хигинс примећује да ово бар решава проблем ко ће обезбедити Елизу, чему се Хигинс противи – на крају крајева, платио је Дулитлу пет фунти за њу. Госпођа Хигинс обавештава свог сина да је Елиза на спрату, и објашњава околности њеног доласка, алудирајући на то колико се Елиза осећала маргинализовано и занемарено претходне ноћи. Хигинс није у стању да то цени, и дури се када му кажу да се мора лепо понашати ако жели да им се Елиза придружи. Од Дулитла се тражи да сачека напољу.
Елиза улази. Хигинс се буни, али Елиза није потресена и разговара искључиво са Пикерингом. Враћајући му претходне Хигинсове увреде („Ох, ја сам само згњечени лист купуса“), Елиза примећује да је само на Пикеринговом примеру научила да буде дама, што Хигинса оставља без текста. Елиза наставља да каже да је потпуно оставила иза себе девојку са цвећом каква је била, и да не би могла да изговори ниједан од својих старих звукова да покуша - у том тренутку Дулитл излази са балкона, узрокујући да се Елиза потпуно врати у свој стари говор. Хигинс ликује, скаче и кукуриче над њом. Дулитл објашњава своју ситуацију и пита да ли ће Елиза поћи са њим на његово венчање. Пикеринг и г-ђа Хигинс се такође слажу да иду.
Сцена се завршава још једним сукобом између Хигинса и Елизе. Хигинс пита да ли је Елиза задовољна осветом коју је до сада донела и да ли ће се сада вратити, али она одбија. Хигинс се брани од Елизине раније оптужбе тврдњом да се према свима понаша исто, тако да се она не би требало осећати издвојеном. Елиза одговара да само жели мало љубазности, и да се неће вратити, већ ће се удати за Фредија. Хигинс је кори због тако ниских амбиција: учинио ју је „краљевском супругом“. Када она запрети да ће предавати фонетику и понудити се као асистент Хигиновом академском ривалу Непомуку, Хигинс поново губи живце и обећава да ће јој заврнути врат ако то учини. Елиза схвата да ова последња претња погађа Хигинса у саму срж и да јој даје моћ над њим; Хигинс је, са своје стране, одушевљен што види искру борбе у Елизи. Он примећује „Свиђаш ми се оваква“, а назива је „стубом снаге“. Госпођа Хигинс се враћа и она и Елиза одлазе на венчање. Док одлазе, Хигинс непоправљиво даје Елизи низ задатака да обави, као да до њиховог недавног разговора није ни дошло. Елиза с презиром објашњава зашто су они непотребни и пита се шта ће Хигинс без ње (у другој верзији, Елиза му с презиром каже да сам обави послове). Хигинс се смеје у себи на идеју да се Елиза уда за Фредија док се представа завршава.

## Критички пријем
Представа је наишла на добар пријем од стране критичара у већим градовима након премијере у Бечу, Лондону и Њујорку. Прво приказивање у Бечу добило је неколико критика које су описали драму као позитиван помак од Шоовог уобичајеног сувог и дидактичног стила.  Бродвејска премијера у Њујорку хваљена је и у смислу радње и глуме, описана као „љубавна прича са грубим самопоуздањем и богатством хумора“.  Рецензије о продукцији у Лондону биле су нешто мање недвосмислено позитивне.  Тајмс је, међутим, похвалио и ликове и глумце (нарочито сер Херберт Трија као Хигинса и г-ђу Патрик Кембел као Елизу и срећан, иако „неконвенционалан“ крај.  

## Крај
Пигмалион је био најпривлачнија од свих Шоових драма. Али популарна публика, која је тражила пријатну забаву са великим звездама на Вест Енду, желела је „сретан крај“ за ликове који су им се тако свидели, као и неки критичари.  Током 1914. године, Три је покушао да заслади Шоов крај како би задовољио себе и  издавачке куће.  Шо је остао довољно изнервиран да штампаном издању из 1916. дода постскрипт есеј, „Шта се догодило после“,  ради укључивања у наредна издања, у коме је прецизно објаснио зашто је немогуће да се прича заврши тако што су се Хигинс и Елиза венчали. 
Наставио је да штити оно што је видео као интегритет представе, штитећи последњу сцену. 
Шо се борио против срећног венчања Хигинса и Елизе још 1938. Продуценту филмске верзије из 1938, Габријелу Паскалу, послао је завршну секвенцу за коју је сматрао да нуди правичан компромис: нежну сцену опроштаја између Хигинса и Елизе, након чега је уследила она која приказује Фредија и Елизу срећне у њиховој цвећари. Тек у кратком прегледу сазнао је да је Паскал прецизирао питање Елизине будућности помало двосмисленом завршном сценом у којој се Елиза враћа у кућу тужно замишљеног Хигинса и само-подругљиво цитира своју претходну себе најављујући: „Умила сам лице и руке пре него што сам дошла, јесам“.

## Различите верзије
У оптицају су две главне верзије драме. Једна је заснована на ранијој верзији, први пут објављеној 1914; друга је каснија верзија која укључује неколико секвенци које је ревидирао Шо, први пут објављених 1941. Стога различита издања драме изостављају или додају одређене редове. На пример, верзија пројекта Гутенберг објављена на мрежи, која је транскрибована из ране верзије, не укључује Елизину размену са г-ђом Пирс у 2. чину, сцена са Непомуком у 3. чину, или Хигинсову чувену изјаву Елизи: „Да, згњечила си лист купуса, срамота за племениту архитектуру ових стубова, ти инкарнираш увреду за енглески језик! Могао бих да те представим као краљицу од Сабе!" – реченица је толико позната да је сада задржана у скоро свим продукцијама драме, укључујући филмску верзију Пигмалиона из 1938, као и у сценској и филмској верзији Моје лепе даме. 
У оригиналној представи, Елизин тест се дешава на забави у башти амбасадора. За филм из 1938. Шо и косценаристи су то заменили сценом на балу у амбасади; Непомук, уцењивачки преводилац о коме се говори у представи, коначно је виђен, али његово име је промењено у Аристид Карпати – тако га је назвао Габријел Паскал, мађарски продуцент филма, који се такође побринуо да Карпати погрешно процени Елизу као мађарску принцезу. У My Fair Lady је постао Золтан Карпати. (Промена имена је вероватно била да избегне увреду сензибилитета римокатолика, пошто је свети Јован Непомук, иронично, био католички мученик који је одбио да открије тајне исповедаонице.)
Филм из 1938. такође је увео чувене вежбе изговора „киша у Шпанији остаје углавном у равници“ и „У Хертфорду, Херефорду и Хемпширу урагани се ретко дешавају“.  Ништа од овога се не појављује у оригиналној представи. Шоова екранизована верзија драме, као и нова штампана верзија која укључује нове секвенце које је додао за филмски сценарио објављене су 1941. 
Пигмалион остаје Шоова најпопуларнија драма. Најшира публика познаје представу као инспирацију за веома романтизовани мјузикл из 1956. и филм из 1964. Моја лепа дама.